# Tâm mộc hai ngả
Tâm mộc hai ngả hay thiên đầu thống, hồ, trái keo, lá trắng, lá bạc (danh pháp hai phần: Cordia dichotoma) là loài thực vật có hoa trong họ Mồ hôi. Loài này được G.Forst. miêu tả khoa học đầu tiên năm 1786.

## Hình ảnh

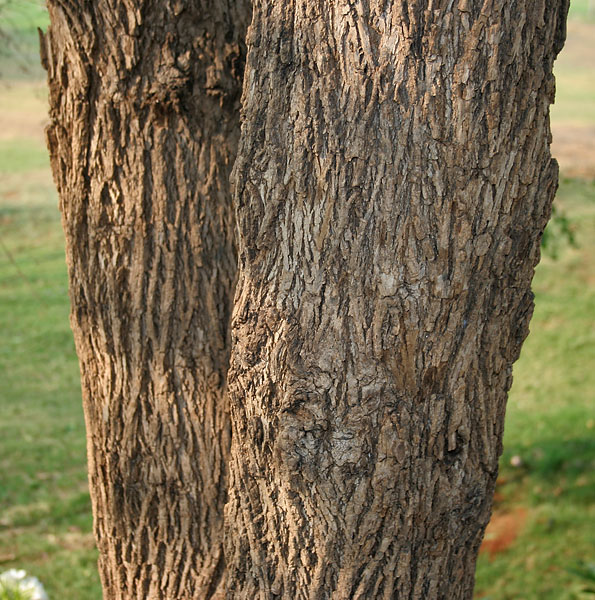
Thân cây tâm mộc hai ngả ở Ấn Độ.
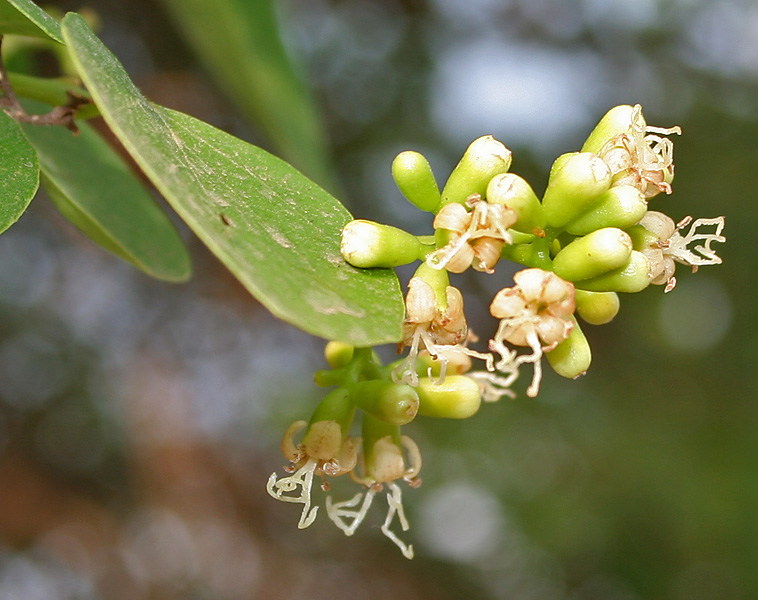
Hoa.
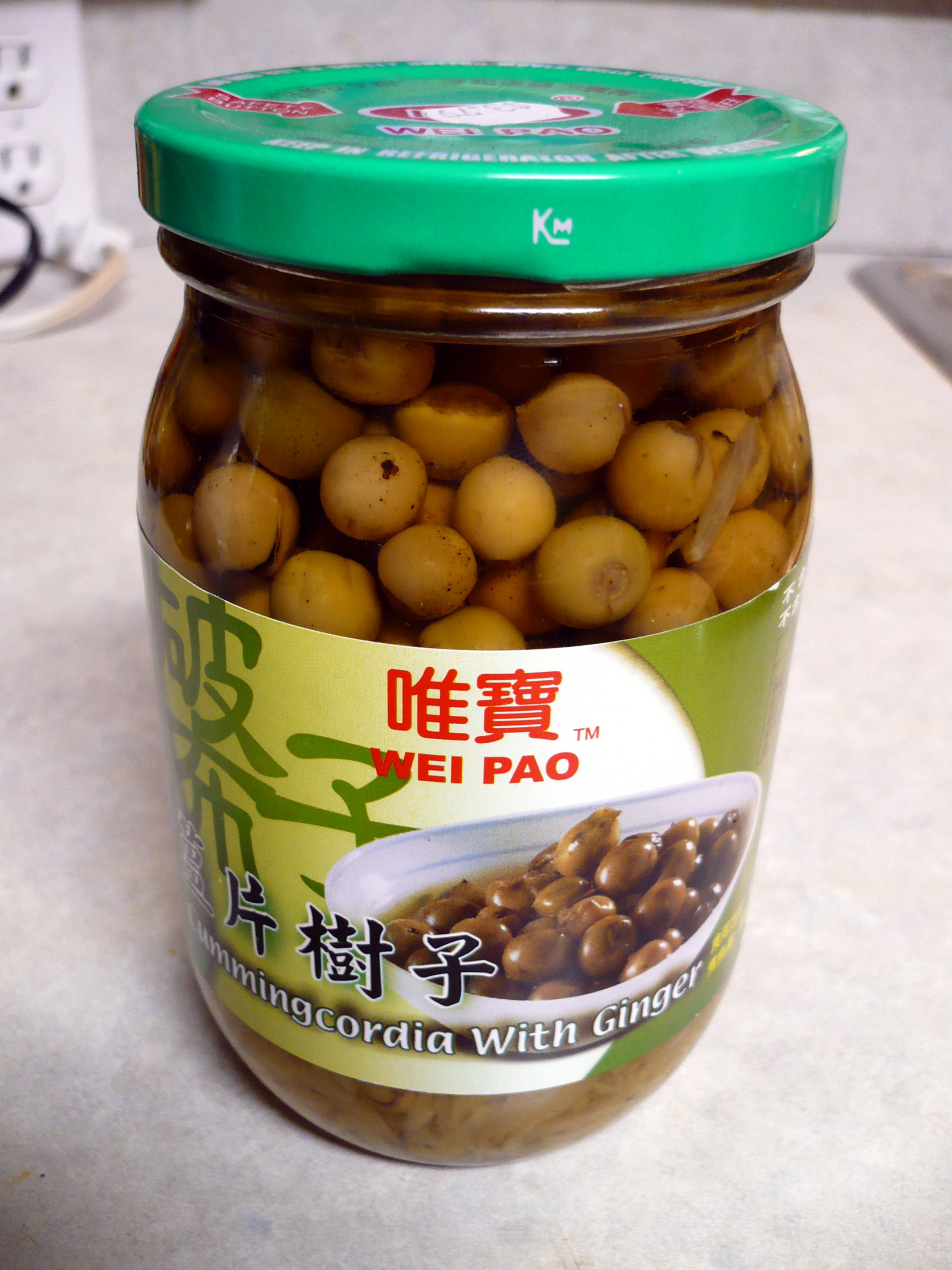
Quả tâm mộc hai ngả ngâm gừng.